# Patrick Zelbel
Patrick Zelbel (* 8. Mai 1993 in Dortmund) ist ein deutscher Schachspieler.

## Leben

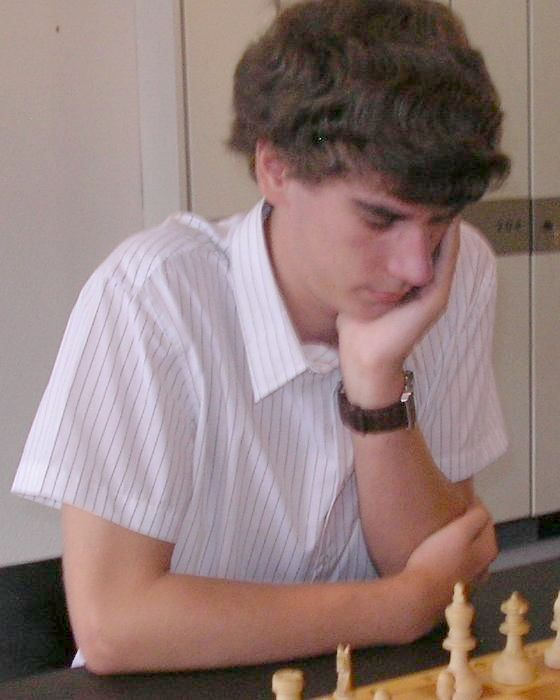
Patrick Zelbel bei den Dortmunder Schachtagen 2010

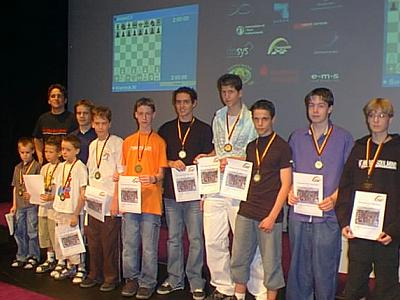
Ehrung der Schachjugend NRW 2004: von links nach rechts: Matthias Blübaum, Leo Padva, Seva Bashylyn, Patrick Zelbel, Manuel Ebert, Thomas Trella, Alexander Hilverda, Wadim Rosenstein, Kevin Krug und Lukas Klein, sowie hinten Martin Wojdyla (SJNRW) und Klaus Friedrichs.

Wie Arkadij Naiditsch und David Baramidze, beide inzwischen Großmeister, besuchte Patrick Zelbel die 1998 gegründete Dortmunder Schachschule, die den Schachunterricht an Grundschulen fördert. 2000 trat er dem Dortmunder Verein Schachfreunde Brackel bei. Als er neun Jahre alt war, spielte er bei den Dortmunder Schachtagen 2002 im OPEN B. Für Brackel spielte er zunächst in Jugendmannschaften und ab der Saison 2007/08 in der ersten Mannschaft in der Regionalliga. Bei der Siegerehrung der Schachjugend NRW, 2004 auf der Bühne im Dortmunder Schauspielhaus, wurde er zusammen mit seiner Mannschaft geehrt. Von der Saison 2011/12 bis zur Saison 2015/16 spielte er beim SC Hansa Dortmund in der 1. und 2. Bundesliga, seit der Saison 2016/17 spielt Zelbel für den SV Mülheim-Nord in der Schachbundesliga.
In Belgien spielte er seit der Saison 2010/11 für den KSK 47 Eynatten, mit dem er 2014 und 2017 belgischer Mannschaftsmeister wurde und viermal am European Club Cup teilnahm, bis er in der Saison 2022/23 mit den Schachfreunden Wirtzfeld belgischer Mannschaftsvizemeister wurde. In der österreichischen Schachbundesliga spielte er erstmals in der Saison 2011/12 für die Spielgemeinschaft Kufstein / Wörgl und ist seitdem dort Mitglied. In der niederländischen Meesterklasse spielte Zelbel von der Saison 2015/16 bis zur Saison 2017/18 für SISSA Groningen, in der Saison 2018/19 für Zuid-Limburg und seit der Saison 2021/22 bei Kennemer Combinatie mit dem er 2024 niederländischer Mannschaftsmeister wurde.
Zelbel erwarb 2010 am Dortmunder Immanuel-Kant-Gymnasium sein Abitur und studierte an der Technischen Universität Dortmund Wirtschaftswissenschaften. Seit 2021 ist Zelbel Pressesprecher der Dortmunder Schachtage und war damit an der Organisation des 50. Jubiläums der Internationalen Dortmunder Schachtage 2023 beteiligt.

## Erfolge
2003 wurde er in Willingen deutscher U10-Meister, bei den U12-Meisterschaften in den Jahren 2004 und 2005, ebenfalls in Willingen, wurde er Dritter. Bei der Jugendweltmeisterschaft 2005 in Belfort erzielte er in der Altersklasse U12 6,5 Punkte aus 11 Partien. 2006 gewann er die Deutsche Internetmeisterschaft U14. Mit den Schachfreunden Brackel gewann er 2008 die Deutsche U16-Mannschaftsmeisterschaft. Im selben Jahr gewann er in Herne die Einzelmeisterschaft Nordrhein-Westfalens. Deutscher U16-Meister wurde er 2009 in Willingen. Mit der deutschen U18-Nationalmannschaft belegte er bei der Europameisterschaft 2009 in Pardubice den dritten Platz. 2010 gewann er ein IM-Turnier in Graz. 2013 wurde er bei der deutschen Einzelmeisterschaft im Schnellschach in Gladenbach Dritter hinter Martin Krämer und Igor Glek. Dieselbe Platzierung wiederholte er bei den Meisterschaften 2015 in Leipzig. 2016 wurde Zelbel bei der deutschen Einzelmeisterschaft im Blitzschach in Völklingen ebenfalls Dritter hinter Andreas Heimann und Ilja Schneider. Die nordrhein-westfälische Einzelmeisterschaft im Blitzschach gewann er 2016, 2018, 2020, 2023 und 2024. Die nordrhein-westfälische Einzelmeisterschaft im Schnellschach gewann er 2017 und 2018.
Seit Februar 2011 trägt er den Titel Internationaler Meister. Die Normen hierfür erzielte er bei der 80. Deutschen Einzelmeisterschaft im Februar 2009 in Saarbrücken, beim Hoogeschool Zeeland Turnier im August 2009 in Vlissingen, bei dem er unter anderem gegen Alexander Beliavsky und Arlette van Weersel gewann, beim Helmut-Kohls-Turnier des Dortmunder Sparkassen Meetings im Juli 2010, bei dem er ungeschlagen blieb, sowie beim IM-Turnier in Graz im September 2010, das er gewann. In der Saison 2014/15 erzielte er in der Schachbundesliga mit 6,5 Punkten aus 9 Partien eine Norm für den Titel Großmeister und gewann dabei unter anderem gegen Zoltán Ribli. 2016 erzielte Zelbel mit dem 21. Platz einen Hauptpreis bei der Europameisterschaft im Blitzschach in Tallinn. Im selben Jahr gewann er das 31. Ruhrhalbinsel-Open in Essen. 2018 erzielte Zelbel nach einem Schlussrundensieg über Wladimir Wiktorowitsch Jepischin den zweiten Platz hinter Andrij Sumez beim Internationalen Eifeler Schachfestival in Wirtzfeld. Mit seinem Verein SV Mülheim-Nord erreichte er bei der deutschen Mannschaftsmeisterschaft im Blitzschach 2024 den dritten Platz.
Seine höchste Elo-Zahl war 2493 im November 2024. Er befand sich damit auf dem mit Nikolas Lubbe geteilten 33. Platz der deutschen Elo-Rangliste.